# Ibrahim Aga
Ibrahim Aga był tureckim dyplomatą żyjącym w pierwszej połowie XVIII wieku.
W 1704 roku pełnił funkcję ambasadora Turcji w Wiedniu.